# 张圩乡
张圩乡，是中华人民共和国江苏省宿迁市沭阳县下辖的一个乡镇级行政单位。
2021年3月2日，撤销钱集镇、张圩乡，设立新的钱集镇。以原钱集镇、张圩乡的行政区域为新的钱集镇行政区域。

## 行政区划
张圩乡下辖以下地区：
张圩社区、陈圩村、东营村、徐码村、水庄村、老严荡村、引河村和石桥村。